# Catasetum oriximinaense
Catasetum oriximinaense är en orkidéart som beskrevs av Marcos Antonio Campacci och J.B.F.Silva. Catasetum oriximinaense ingår i släktet Catasetum och familjen orkidéer. Inga underarter finns listade i Catalogue of Life.